# Villa San Secondo
Villa San Secondo é uma comuna italiana da região do Piemonte, província de Asti, com cerca de 384 habitantes. Estende-se por uma área de 6 km², tendo uma densidade populacional de 64 hab/km². Faz fronteira com Castell'Alfero, Corsione, Cossombrato, Frinco, Montechiaro d'Asti, Montiglio Monferrato, Tonco.

## Demografia
| Variação demográfica do município entre 1861 e 2011                               |
|                                                                                   |
| Fonte: Istituto Nazionale di Statistica (ISTAT) - Elaboração gráfica da Wikipedia |